# Peter Doherty (futebolista)
Peter Dermot Doherty (Magherafelt, 5 de junho de 1913 - Blackpool, 6 de abril de 1990) foi um futebolista e técnico de futebol da Irlanda do Norte.

## Carreira
Começou nos juvenis do Glentoran, da Liga Norte-Irlandesa. Aos 20 anos, atravessou o Mar da Irlanda para jogar na Grã-Bretanha, pelo inglês Blackpool. Ficou três temporadas nos laranjas, de onde saiu em 1936, por dez mil libras para o Manchester City, onde viveria sua melhor fase: com 81 gols marcados em 133 partidas na Liga Inglesa, o canhoto driblador ajudou o clube a conquistar o primeiro de seus dois campeonatos ingleses, em 1937.
O futebol seria paralisado por conta da Segunda Guerra Mundial no início dos anos 40. No conflito, Doherty serviu na Força Aérea Real. Com o fim da guerra, voltou-se a disputar futebol no Reino Unido, e Doherty foi para o Derby County. Em sua única temporada no clube, conquistou uma FA Cup e marcou 7 gols em 15 partidas na Liga. Já veterano, passaria as próximas três temporadas no Huddersfield Town, indo em 1949 para o Doncaster Rovers para exercer os cargos de jogador e técnico. Parou de jogar e saiu da equipe em 1951, aos 38 anos, somando 55 gols em 103 jogos pelos Rovers.

## Seleção
Jogou pela Irlanda de 1935 até seu penúltimo ano como jogador, em 1950. Embora geopoliticamente a Ilha da Irlanda já fosse desde 1922 dividida na Irlanda independente e na Irlanda do Norte, ambas ainda eram oficialmente representadas pela mesma seleção, o que persistiu justamente até 1950. Doherty saíra dos Rovers em 1951 para tornar-se o primeiro técnico da recém-criada Seleção da Irlanda do Norte, considerada a herdeira dos resultados da antiga Seleção Irlandesa.

## Treinador
Classificou a equipe para sua primeira Copa do Mundo, a de 1958. No ano seguinte, da Irlanda do Norte seria campeão do Campeonato Britânico de Nações. Doherty foi técnico dos norte-irlandeses até 1962, tendo no período sido técnico também do Bristol City. Não treinaria novamente outra equipe, embora posteriormente tenha chegado a ser olheiro do Liverpool, "descoberto" Kevin Keegan.

## Falecimento
Um dos mais respeitados ex-jogadores da Irlanda do Norte, Doherty morreu em Blackpool, em 1990.